# Maria Juszkiewiczowa (pisarka)
Maria Juszkiewiczowa (ur. 31 grudnia 1894 w Woroneżu, zm. ?) – polska pisarka książek dla dzieci i młodzieży.

## Życiorys
Córka Wacława i Marii z Psurułakisów. W latach 1900–1919 mieszkała w Mandżurii, Japonii i Chinach. Według wspomnień pisarki jej ojciec był inżynierem na Kolei Wschodniochińskiej i sprowadził do miejscowości, w której przebywał, swoją żonę i córkę. Wedle tych samych wspomnień dziadkowie Juszkiewiczowej ze strony ojca pochodzili z Wilna, brali udział w powstaniu styczniowym, za co zostali zesłani na Syberię. Uczyła się m.in. w prywatnej polskiej pensji w Harbinie. Przez jakiś czas mieszkała w Kantonie.
Juszkiewiczowa ukończyła gimnazjum we Władywostoku i studium języka angielskiego przy Instytucie Wschodnim tamże. Swoje doświadczenie wykorzystała później przy pisaniu książek, których akcja toczy się w Azji Wschodniej. Poza książkami dla dzieci, tworzyła także jednoaktowe przedstawienia, które odegrano w Polskim Radiu w Warszawie (1927). Pisała również artykuły o kulturze Japonii dla prasy międzywojennej. Współpracowała z czasopismami: „Moje Pisemko”, „Płomyk”, „Płomyczek”, „Czyn Młodzieży”, „Przegląd Wieczorny”, „Rzeczpospolita”, „Gazeta Warszawska”, „Tygodnik Ilustrowany”, „Kobieta Współczesna”. Udzielała się jako prelegentka. W 1929 zorganizowała wieczór poświęcony literaturze i muzyce Japonii, w programie którego znalazł się jej odczyt poświęcony kobietom japońskim, a także recytacja jej noweli. W latach 1931–1932 wygłaszała w Warszawie odczyty o kobiecie japońskiej oraz wychowaniu dzieci i młodzieży. Pracowała w zarządzie Towarzystwa Polsko-Japońskiego, była członkiem zarządu Towarzystwa Polsko-Chińskiego (w 1930 zasiadała w Komisji Rewizyjnej) oraz członkiem Towarzystwa Literatów i Dziennikarzy Polskich (w 1935 wchodziła w skład zarządu) i ZAiKS-u.
W czasach dwudziestolecia międzywojennego Juszkiewiczowa doceniana była jako autorka baśni oraz oryginalnych książek dla dzieci i młodzieży, a także znawczyni kultury dalekowschodniej. Jej utwory dla dzieci były wystawiane jako sztuki teatralne – m.in. w 1933 Teatr Jaskółka wystawił jej baśń japońską Światło księżyca z opracowaniem muzycznym Anatola Zarubina i scenografią Jana Golusa.
Jej pierwszy mąż, rotmistrz rosyjskiego pułku Lion-Lew, zmarł w 1915 w Szpitalu Ujazdowskim w Warszawie, gdy Juszkiewiczowa miała zobowiązania we Władywostoku. Jej drugim mężem był literat, porucznik Władysław Juszkiewicz; małżeństwo miało wspólnie córkę, Irenę.

## Twórczość

### Utwory literackie
- Bajki japońskie, 1924[20]
- Duch wierzby. Legendy i baśnie japońskie, 1924[20]
- Jak Bolek został harcerzem: obrazek sceniczny w jednej odsłonie, 1928[21]
- Kazia Leniuszek: obrazek sceniczny w jednej odsłonie, 1928 (wraz z Antonim Bogusławskim)[9]
- W jednej rodzinie: obrazek sceniczny w jednej odsłonie, 1931[21]
- Święto księżyca. Bajki japońskie, 1932[22]
- O dużym Tomku, 1934[23]
- Szewczyk Jun-Lu: opowieść chińska, 1934[21]
- Małpka i krabik. Bajki japońskie, 1935[22]
- Chłopiec z „Czodża-goja”, 1936[2]
- Listek klonu. Przygody małej Polki w Japonii, 1937[2]
- Fombo, małpka i ja, 1934[24]
- Czarodziejski imbryczek: baśnie i legendy japońskie, 1958[25]

### Wybrane publikacje prasowe
- Koronacja w Japonii, „Tygodnik Illustrowany”, nr 48, 1928[26]
- Dziewięć rodzin ryżu O-ki. Legenda japońska, „Rzeczpospolita”, nr 317, 1928[27]
- Życie rodzinne i towarzyskie w Japonii, „Nasze Życie. Polski Tygodnik Ilustrowany”, nr 27, 1937[28]
- Poetka Kaga-No-Chiyo „Tygodnik Illustrowany”, nr 31, 1939[29]